# Підгірний (заказник)
Підгі́рний — ландшафтний заказник місцевого значення в Україні. Розташований на території Первомайського району Миколаївської області, у межах Довгопристанської сільської ради.
Площа — 114,96 га. Статус надано згідно з рішенням Миколаївської обласної ради від № 8 від 02.02.2013 року задля охорони флористичних комплексів неогенових кристалічних відслонень.
Заказник на лівому березі річки Південний Буг між селами Довга Пристань та Підгір'я.
Територія заповідного об'єкта слугує для збереження та охорони ділянки долини та річища річки Південний Буг.